# بروتين تشغيل محرك فلاجيلار

السوط من البكتيريا سالبة الجرام. تقوم القاعدة محركات بتدوير السوط والخطاف.

في علم الأحياء الجزيئي ، يعتبر بروتين تبديل المحرك السوطي flagellar motor switch protein (Flig) واحدًا من ثلاثة بروتينات في بكتيريا معينة تم ترميزها بواسطة الجين fliG .  البروتينان الآخران هما FliN مشفرًا بواسطة fliN ،  و FliM مشفرًا بواسطة fliM .  ينظم مركب البروتين اتجاه دوران السوط وبالتالي يتحكم في سلوك البكتيريا في السباحة.  المفتاح عبارة عن جهاز معقد يستجيب للإشارات المنقولة عن طريق نظام الإشارات الحسية للتوجيه الكيميائي أثناء السلوك الكيميائي.  يُعتقد أن CheY ، منظم استجابة الانجذاب الكيميائي ، يعمل مباشرة على المفتاح للحث على التشغيل/التبديل في اتجاه دوران المحرك السوطي. بعض البكتيريا لها سوط تديره وتستطيع بذلك الحركة في الماء ، هذا السوط يسمى في علم الأحياء بالإنجليزية flagellar .

## بروتينات Fli
يتكون مجمع التشغيل من ثلاثة بروتينات على الأقل - FliG و FliM و FliN.  لقد ثبت أن FliG يتفاعل مع FliM ، ويتفاعل FliM مع نفسه ، ويتفاعل FliM مع FliN.  يبدو أن العديد من الأحماض الأمينية في الثلث الأوسط من FliG متورطة بقوة في تفاعل FliG-FliM ، حيث تكون البقايا بالقرب من الطرف N أو C أقل أهمية.  يشير هذا التجميع إلى أن تفاعل FliG-FliM يلعب دورًا رئيسيًا في التشغيل/ أو التبديل.
يُظهر تحليل تسلسل FliG و FliM و FliN أنه لا يوجد أي منها كاره للماء أو يبدو أنها بروتينات غشائية متكاملة .  تتوافق هذه النتيجة مع الأدلة الأخرى التي تشير إلى أن البروتينات قد تكون طرفية للغشاء الخلوي، ومن المحتمل أن تكون مثبتة على الحلقة M للجسم القاعدي .   FliG موجود في حوالي 25 نسخة لكل سوط (أحياء) flagellum . بنية المجال الطرفي C لـ FliG معروف ، ويعمل هذا المجال على دوران المحرك. 